# Marco Antonio Ziani
Marco Antonio Ziani (Venecia, ca. 1653 - Viena, 22 de enero de 1715) fue un compositor italiano que pasó una parte de su vida en Viena.

## Biografía
Pertenecía a una familia de gran tradición musical, uno de sus parientes era el violinista Pietro Ziani. Estudió probablemente bajo la supervisión de su tío, el organista Pietro Andrea Ziani. Comenzó su carrera como cantante en la Catedral de San Marcos de Venecia, entre 1686 y 1691 ostentó el puesto de maestro de capilla en la corte del duque Fernando Carlos de Gonzaga, en Mantua, desarrollando de manera simultánea una brillante carrera como compositor de ópera en Venecia. En 1700 fue nombrado maestro de capilla por Leopoldo I de Habsburgo en Viena, y el 1 de enero de 1712, consiguió el cargo de Hofkapellmeister, otorgado por Carlos VI del Sacro Imperio Romano Germánico, puesto que posteriormente desempeño Johann Joseph Fux. Falleció en Viena en 1715.

## Obra
Ziani fue un gran dominador del contrapunto y un prolífico compositor de música vocal, tanto óperas, como oratorios y música sacra. Escribió probablemente también algunas cantatas para la corte imperial.

## Discografía
- Carlos Mena & Ricercar Consort: Stabat Mater, CD Mirare 050 Alma Redemptoris Mater
- Wana Baroque Ensemble: The Art of the Baroque Trumpet (vol. 5), CD Naxos 8.555099 La Flora: Trombe d'Ausonia